# Gottfried Fröhlich
Pour les articles homonymes, voir Fröhlich.
Gottfried Fröhlich (3 juin 1894 à Dresde - 30 juillet 1959 à Heidenheim) est un Generalmajor allemand qui a servi au sein de la Heer dans la Wehrmacht pendant la Seconde Guerre mondiale.
Il a été récipiendaire de la croix de chevalier de la Croix de fer. Cette décoration est attribuée pour récompenser un acte d'une extrême bravoure sur le champ de bataille ou un commandement militaire avec succès.

## Biographie
Né à Dresde, Frolich entre dans l'armée le 12 août 1914 comme cadet au 48e régiment d'artillerie de campagne de l'armée saxonne.
Frolich participe à la Première Guerre mondiale avec son régiment et il est promu au grade de leutnant le 16 mai 1915, il est blessé le 16 mai 1916 et transporté à l'hôpital de campagne, et revient jusqu'à la fin de la guerre dans le même régiment d'artillerie.
Après la guerre, Frolich reste dans l'armée dans son régiment et avec l'armée de transition, il est transféré au 12e régiment d'artillerie de la Reichswehr, puis il est transféré au 4e battaillon médical, il est promu au grade d'oberleutnant le 1er avril 1925, puis transféré dans le 4e bataillon de transport jusqu'au 1er octobre 1927, et durant les prochaines années, il passe de bataillon en bataillon de différents régiment d'artillerie jusqu'au 19 octobre 1939.
Frolich participe à la Seconde Guerre mondiale comme commandant du 78e Panzer régiment artillerie jusqu'en 1943. Il devient commandant de le 7e régiment de grenadiers jusqu'en juin 1943, puis transféré dans la réserve de l'OKH jusqu'au 12 septembre 1943. Et prend le commandement du 36e régiment d'infanterie jusqu'au20 septembre 1943, Frolich est promu au grade de generalmajor le 1er décembre 1943 et prend le commandement de la 8e panzer-Division jusqu'au 22 janvier 1945, puis transféré dans la réserve jusqu'au 18 mars 1945, et devient commandant de la 3e panzer-armée jusqu'au 2 mai 1945 d'où il est capturé par les Britanniques et libéré le 19 mai 1948.

## Décorations
- Croix de fer (1914)
  - 2e Classe
  - 1re Classe
- Insigne des blessés (1914)
  - en Noir
- Ordre militaire de Saint-Henri (15 avril 1918)
- Croix d'honneur
- Agrafe de la Croix de fer (1939)
  - 2e Classe
  - 1re Classe
- Médaille du Front de l'Est
- Croix allemande en Or (2 janvier 1942)
- Croix de chevalier de la Croix de fer
  - Croix de chevalier le 20 décembre 1943 en tant que Oberst et commandant de la 8e Panzerdivision[1].